# Armoiries de la Géorgie (pays)
Vous lisez un « bon article » labellisé en 2009.

Armoiries actuelles de la Géorgie et leur blasonnement.

Les armoiries de la Géorgie sont le symbole de la république de Géorgie, pays caucasien. Représentation officielle du pays, les armoiries actuelles furent créées en octobre 2004, à la suite de l'adoption des versions actuelles de son hymne national et son drapeau plus tôt cette même année, mais furent précédées par une très longue série d'autres systèmes d'emblèmes, les plus anciens datant de l'Antiquité.
La présence de saint Georges, patron de la Géorgie, dont il est originaire[réf. nécessaire], est attestée dans les armoiries du pays depuis 1709. Même lorsque la Russie annexa la Géorgie à son empire en 1801, elle conserva, dans les « Grandes Armoiries de l'Empire russe », un écusson représentant la Géorgie par un saint Georges terrassant le dragon. Ce n'est que pendant la période communiste, de 1922 à 1990, que saint Georges disparut, pour faire place pour un temps à la faucille et au marteau.
Un certain nombre de républiques autonomes et de villes de Géorgie (Tbilissi, républiques d'Adjarie, d'Abkhazie...) ont leurs propres armoiries, faisant appel aux différentes légendes et traditions de Géorgie. De créations très récentes, elles s'avèrent moins bien constituées d'un point de vue héraldique que celles de la Géorgie, et sont parfois plus des logos que de véritables armoiries.

## Anciennes armoiries

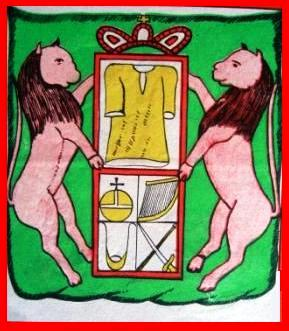
Armes des premiers Bagratides.

Les symboles géorgiens existent depuis l'Antiquité. La première représentation de la Géorgie (ou plutôt du royaume d'Ibérie) daterait, selon certains auteurs, du début du IVe siècle, lorsque le royaume caucasien se convertit au christianisme, avec l'évangélisation par sainte Nino de Cappadoce. Selon ces auteurs, elle se composait alors d'une croix de style « Bolnouri », comme les petites croix des quartiers de l'actuel drapeau géorgien. Plus tard, sous le règne de Vakhtang Gorgassali, au Ve siècle, elle se composait d'une simple icône de saint Georges. Puis encore plus tard, lors de l'accession au trône de la dynastie des Bagratides, elle changea de nouveau pour adopter les armoiries de la famille royale.

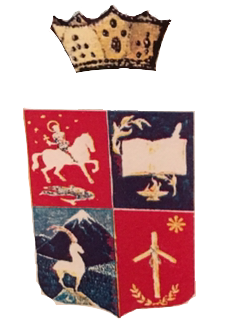
Armoiries familiales des Gochadzés

Toutefois, le terme « armoiries », ou « armes du pays », atteint pour la première fois la Géorgie au XVIIe siècle, alors que le royaume de Géorgie était divisé et que le pays caucasien était en fait composé de trois royaumes : la Kakhétie, la Karthlie et l'Iméréthie. En effet, jusque-là, le principal symbole du pays était son drapeau. Les toutes premières armoiries connues de la Géorgie étaient celles du royaume de Karthlie. Elles apparaissent dans les Registres des Armoiries de la cour du tsar Alexis Ier de Russie, qui les décrit comme des armoiries représentant un saint Georges chevalier de face gauche (ce qui n'est, par ailleurs, pas commun dans l'héraldique). Il porte une croix blanche sur son armure et transperce un dragon de sa lance. Une autre preuve de ces armoiries est le journal de l'Ambassadeur du Saint-Empire romain germanique, Korbi, qui visitait la cour de Fédor III, qui mentionne les sous le nom de « Kartaliani ».
Par la suite, on n'a pas de traces d'armoiries d'un royaume géorgien jusqu'au règne de Kai-Khosrov Ier de Karthli (1709 - 1711). En effet, en 1709, des armes furent publiées dans les Épîtres. Divisées en quatre parties, elles représentaient à la fois la religion chrétienne grâce à saint Georges et aux attributs bibliques du roi David et de Jésus-Christ, mais incarnaient également la culture géorgienne. En effet, les Bagratides, qui régnaient en Géorgie depuis le IXe siècle, prétendaient descendre des rois David et Salomon. La Géorgie était quant à elle protégée par saint Georges, tandis que la Tunique de Jésus appartint au pays jusqu'au règne de Shah Abbas, qui en fit cadeau aux Russes. Ainsi, selon ces armoiries, la dynastie des Bagratides est considérée comme la plus puissante du monde chrétien, possédant l'une des reliques les plus sacrées du christianisme. Mais bientôt, la famille Moukhranbatoni (branche de la dynastie des Bagratides qui régna en Karthlie de 1659 à 1723) fut renversée par la suzeraineté séfévide et le roi Vakhtang VI (roi de 1719 à 1723) dut s'exiler en Russie. Il garda avec lui les armoiries de son royaume et les nouveaux rois durent en recréer de nouvelles.
En 1735, le prince Vakhoucht Bagration publia à Moscou une Description générale de la Géorgie. Cette œuvre présente entre autres les armoiries de la Géorgie et de ses États vassaux. Il dépeint trois sortes d'armes : les premières avec un chevalier (saint Georges transperçant le dragon), les secondes représentant un guerrier ailé et entouré de lumière (l'archange Gabriel, protecteur de l'Église orthodoxe) et les troisièmes (connues sous le nom de « Maison royale de David avec la Tunique ») étaient parfois utilisées comme armoiries officielles de la Géorgie par les pays européens du XVIIIe siècle.
Puis peu à peu, on vit évoluer les armes des Bagratides. On peut alors distinguer trois nouvelles sortes d'armoiries :
1. les emblèmes liés au pays (tunique sur champ d'argent ou saint Georges sur champ de gueules) ;
2. les emblèmes montrant les origines des rois (le roi David avec lyre et lance-pierre) ;
3. les emblèmes représentant le pouvoir des Bagration (couronne, sceptre et épée sur champ de gueules, ou balance sur champ de gueules)[3].

## Gouvernement de Géorgie et RF de Transcaucasie

### Protectorat russe sur le Caucase, puis annexion de la Géorgie

Armoiries de la ville de Tiflis sous l'occupation russe.

La Géorgie ne survécut pas bien longtemps à l'exil de Vakhtang VI. En effet, en 1783, un traité fut signé entre la Géorgie orientale et la Russie qui établissait ainsi un protectorat russe dans le Caucase. Mais la Russie brisa le traité en 1801 et décida d'annexer la Géorgie à son empire. Plusieurs princes de la famille royale durent quitter leur pays pour aller vivre à Moscou. L'empire de Russie créa alors la vice-royauté du Caucase, en même temps que le Gouvernement de Géorgie-Iméréthie. Ce dernier adopta des armoiries spécifiques qui furent reconnues par le Sénat russe en 1843. Ces armoiries étaient divisées en quatre parties. Avec le symbole géorgien de saint Georges présent au milieu des armes, elles contenaient des symboles propres aux pays caucasiens : Le mont Ararat (aujourd'hui au centre des armoiries arméniennes), la mer Noire, la mer Caspienne et le mont Kazbek. Le champ des armoiries était couronné par une aigle impériale russe. Ces armoiries particulières présentaient une certaine nouveauté (en parlant du point de vue de la construction et du matériel utilisé) en héraldique et peuvent être considérées comme des armoiries de transition pour les futures armes territoriales, créées dans la seconde moitié du XIXe siècle. L'exemple en est que les héraldistes de l'époque s'étonnèrent de trouver une montagne arménienne sur des armoiries géorgiennes. Cela peut être expliqué par le fait que le roi Héraclius II de Géorgie prétendait également à la couronne arménienne. De nouvelles armes révisées furent adoptées et approuvées par le Gouvernement le 22 juin 1851. Elles présentaient les rivières Mtkvari (Koura) et Araxe dans le troisième secteur à la place de la mer Caspienne présent dans l'ancienne version.

### Grandes armoiries de l'Empire russe

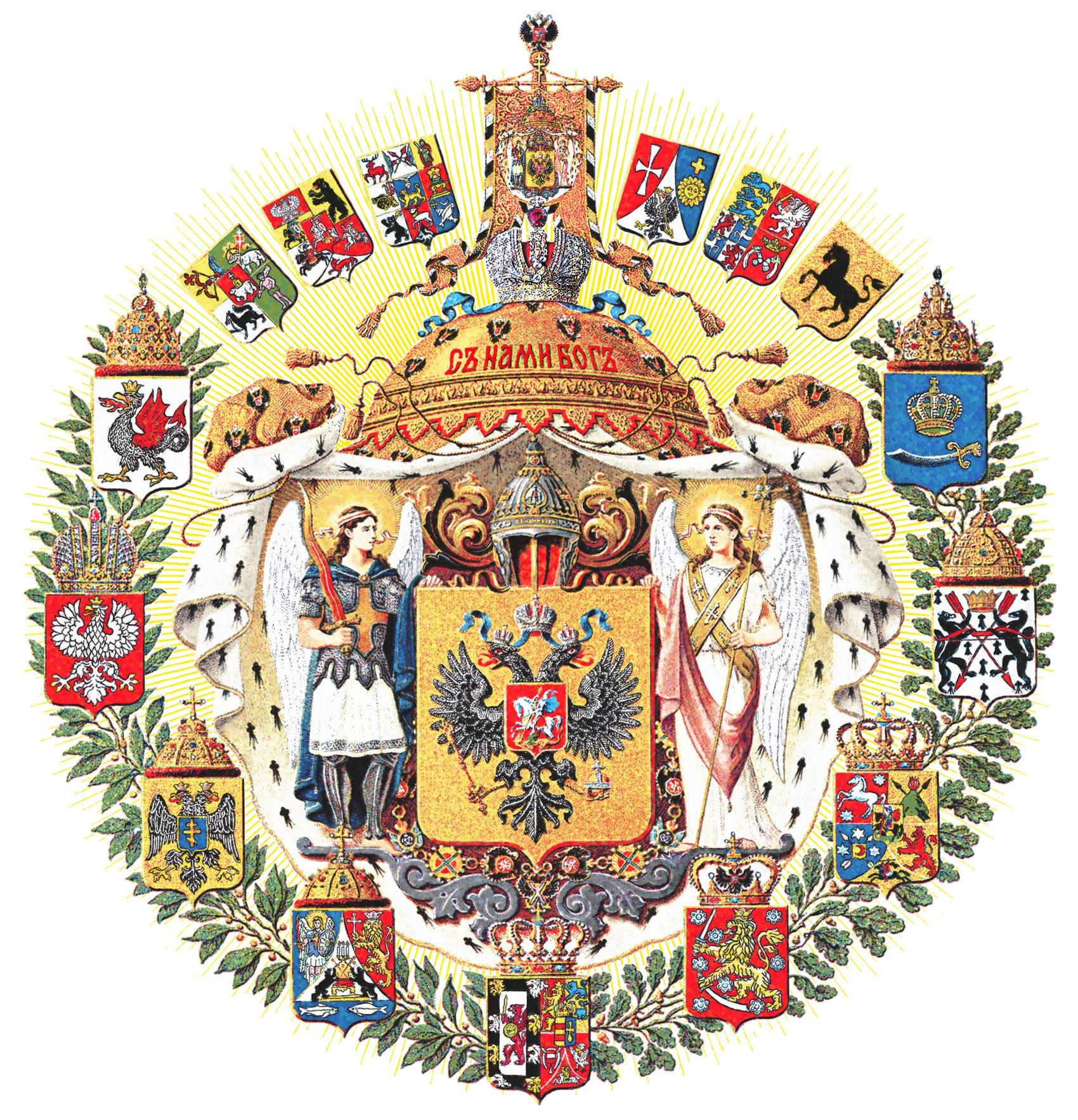
Grandes armoiries de l'Empire russe : les armoiries du Caucase figurent sur le pourtour, « à quatre heures », entre l'hermine blanche de Sibérie et le lion d'or sur champ de gueules de Finlande.

Au milieu du XIXe siècle, les armoiries de « l'ancien royaume géorgien » apparaissent sur les ailes de l'aigle bicéphale de Russie, sous la forme d'une couronne géorgienne. Toutefois, ces armoiries étant celles de la Russie impériale, c'est le Tsar qui porte le titre de Roi de Géorgie, à l'exclusion de toute autre personne.
Les grandes armoiries de l'Empire russe (voir ici) reprennent en leur pourtour, autour de l'aigle bicéphale russe qui en occupe le centre, les différentes armoiries des régions qui composent l'Empire. Les sixièmes armoiries figurant sur ce pourtour sont celles du Caucase, dont le royaume de Géorgie fait partie. Les armoiries du Caucase sont un écu écartelé (divisé en quatre), avec :
- en 1[Notes 5], les armes d'Ibérie, de gueules (sur fond rouge), à un cheval en plein galop[Notes 6] entre deux molettes à 8 pointes[Notes 7] en chef (en haut) à senestre (à droite ![Notes 8]) et en bas à dextre (à gauche), tous d'argent (blanc);
- en 2[Notes 9], celles de Kartalinie, d'or (sur fond d'or) à un volcan fumant de sinople (vert) percé de deux flèches en sautoir, la pointe vers le haut, de sable (noir) ;
- en 3[Notes 10], celles du territoire kabardin,  d'azur (sur fond bleu), entre trois molettes à 6 pointes placées en chef et de chaque côté, d'argent, à deux flèches en sautoir, la pointe vers le haut, du même[Notes 11], avec, brochant sur le tout (posé au milieu), un écusson d'or chargé d'un croissant de gueules (rouge) ;
- en 4[Notes 12], celles de l'Arménie, d'or (sur fond d'or) au lion de gueules (un lion de couleur rouge, debout, ce qui est la position naturelle du lion en héraldique), couronné au naturel ;
- enté en pointe (en bas, dans la pointe de l'écu) de la Tcherkessie et des Princes des montagnes, d'or (sur fond d'or) à un chevalier circassien armé de toutes pièces d'argent, habillé de gueules et portant un manteau de fourrure de sable (noir), tenant sur l'épaule dextre une lance du même, et monté sur un cheval de sable en plein galop.

Armoiries actuelles de la fédération de Russie, comportant encore aujourd'hui en cœur un écusson de gueules à un saint Georges d'argent

Enfin, en cœur des armoiries du Caucase (au centre) se trouve l'écusson du royaume de Géorgie, qui se blasonne ici comme suit :
D'or au saint Georges Martyr le Victorieux armé de toutes pièces d'azur avec une croix sur la poitrine, portant un manteau flottant de gueules, et chevauchant un cheval de sable en plein galop, recouvert d'un caparaçon de gueules, frangé d'or, terrassant un dragon de sinople, ailé de sable, allumé et lampassé de gueules, dont le cavalier transperce la tête d'une lance de gueules.
L'écu des armoiries du Caucase est timbré (couronné) d'une couronne royale d'or, que l'on retrouve aujourd'hui dans les armoiries de Géorgie.
Ainsi, le vrai symbole de la Géorgie (ou du moins du territoire géorgien) était saint Georges. Celui-ci remplaça petit-à-petit la sainte Tunique du Christ, qui restait toutefois dans les armes des princes Bagration.
Cette description des armoiries de la Géorgie, telles qu'elles figuraient dans les grandes armoiries de l'Empire russe, fournit une base de comparaison utile à la compréhension des armoiries que la Géorgie s'est donné en 2004.
Mais aujourd'hui encore la fédération de Russie conserve dans ses propres armoiries un écusson de gueules, à un saint Georges à cheval contourné, d'argent, portant un manteau flottant d'azur, terrassant un dragon de sable de sa lance aussi d'argent. Dans le blasonnement des armoiries de Russie, cet écusson est appelé « écusson de la Moscovie ».

### Révolution russe de 1917

Armoiries de la RSFS de Transcaucasie.

Mais en 1917, la Russie impériale fut frappée par une révolution qui amena le pays dans une guerre civile sanglante. Plusieurs régions russes en profitèrent pour déclarer leur indépendance et le Caucase du Sud en fit de même. Un nouveau pays fut créé, la république démocratique fédérative de Transcaucasie, avec pour capitale Tbilissi. Or, le pays fut dissous trois mois plus tard, en mai 1918, sans qu'il ait pu adopter d'armes officielles. Ainsi, la Géorgie devint indépendante à son tour et adopta pour symbole celui qui sera utilisé par le pays de 1991 à 2004.
Toutefois, en 1921, l'Armée rouge envahit la Géorgie et l'Union soviétique annexa le pays, dont les membres du gouvernement durent s'exiler en France. La même chose se produisit avec l'Azerbaïdjan et l'Arménie et ainsi, les forces bolcheviques purent créer, en 1922, la république socialiste fédérative soviétique de Transcaucasie. Les armes de la nouvelle fédération soviétique étaient noires et blanches et représentaient un croissant de lune surmonté par un marteau et une faucille, le tout sur un paysage contenant une étoile à quatre branches et le mont Kazbek. Mais en 1936, cette fédération fut de nouveau dissoute et les trois républiques soviétiques issues de cette division adoptèrent chacune leurs propres armes.

## RSS de Géorgie

Armoiries de la RSS de Géorgie.

Les armoiries de la république socialiste soviétique de Géorgie furent créées et adoptées le 28 février 1922 par le gouvernement de la RSS de Géorgie, une des trois républiques de la RSFS de Transcaucasie. Les armes étaient fondées grosso modo sur celles de l'Union soviétique. Elles montraient les symboles de l'agriculture (la vigne et le blé). L'étoile rouge s'élevant au-dessus du Caucase représentait l'avenir de la nation géorgienne, et la faucille et le marteau symbolisait la victoire du communisme et le « monde socialiste de la communauté d'États ».
La banderole portait la devise d'État de l'URSS (« Prolétaires de tous les pays, unissez-vous ! ») en géorgien (პროლეტარ ყველა ქვეყნისა, შეერთდით!) et en russe (Пролетарии всех стран, соединяйтесь!).
Les républiques socialistes soviétiques autonomes d'Abkhazie et d'Adjarie utilisaient des variantes de ces armoiries (dans le cas abkhaze, avec le nom de la république et aussi avec la devise abkhaze).
Toutefois, le 11 décembre 1990, sous la présidence de Zviad Gamsakhourdia (qui avait également supprimé le drapeau soviétique), les armoiries furent interdites et changées pour celles de l'ancienne république démocratique de Géorgie.

## Première république de Géorgie

Armoiries de la RDG.

Avec la proclamation d'indépendance de la Géorgie le 26 mai 1918, la nécessité de créer la monnaie nationale amena également le problème de la création d'armoiries nationales. Irakli Tsereteli, membre menchevik du gouvernement géorgien, proposa au parti au pouvoir (celui des Social-démocrates) de symboliser la république démocratique de Géorgie par Amiran, tentant de se libérer lui-même, avec déjà une main et un pied libéré. Ce sceau fut également en compétition pour trouver un spécimen de monnaie, le 11 juillet 1918.

Ce point de vue et le concept d'armoiries nationales causèrent une réaction négative dans la société géorgienne, particulièrement chez les membres de la Commission des Arts, dont les réactions étaient diverses. Après en avoir appelé au scientifique et historien Ivané Javakhichvili, celui-ci déclara dans un discours : 
«  Les armoiries de l'État doivent représenter un saint Georges blanc avec sept planètes, cette image étant connectée avec l'existence de la nation géorgienne. »

D'un autre côté, sachant la vraie attitude des Menchéviks envers la religion, Javakhichvili proposa au gouvernement de retirer l'auréole de saint Georges. Le 17 septembre 1918, au Congrès du Concile national, le poète Makachvili, directeur de la Commission des Arts, lit une loi concernant les armoiries de la Géorgie, déclarant que : 
« Il est impossible de concevoir une image géorgienne sans le principe de Géorgie. La raison pour laquelle les étrangers nous nomment Géorgiens vient de saint Georges et ils disent que le pays est sa terre. Et ils seront très étonnés s'ils ne trouvent pas la meilleure représentation des qualités du peuple géorgien, le Chevalier blanc, le vaillant héros et le créateur de la croyance du chemin illuminé pour le futur espoir de la Géorgie sur les armoiries de la Géorgie indépendante. Je ne dirai rien à propos de la raison pour laquelle nous n'inventons rien de nouveau pour emblème. Les rêves n'ont pas de limites. Il est possible d'inventer beaucoup de nouvelles et bonnes choses, mais il reste que nous, en tant que peuple, ne fabriquons rien de beau et de fort, dans le domaine des traditions, et pendant que nous cherchons pour une gemme douteuse, nous perdons une perle. »
Quand vint le jour de la promulgation de la nouvelle loi, et contre la fraction majoritaire, Irakli Tsereteli fit une dernière proposition pour choisir Amiran comme le symbole du pays. Il insista pour procéder à un vote en se levant, mais sa proposition fut définitivement rejetée, avec 16 voix contre 33 (un membre ne vota pas) et le 20 septembre, « le Georges blanc avec les sept planètes », dessiné par Joseph Stableman, fut approuvé en tant qu'armoiries de la république démocratique de Géorgie.

Armoiries de la Géorgie de 1990 à 2004.

Mais bientôt, en 1921, l'Union soviétique, qui désirait étendre ses frontières pour regagner les territoires perdus par la Russie pendant la guerre civile de 1917, envahit et annexa la Géorgie. Les membres de son gouvernement durent s'exiler en France et un gouvernement en exil exista à Leuville-sur-Orge jusqu'en 1954. En 1990, Zviad Gamsakhourdia, un ancien dissident soviétique, fut élu président de la RSS de Géorgie, devenant ainsi le premier président non-communiste d'une des républiques de l'Union. Le 14 novembre 1990, il interdit les armoiries soviétiques et remit en place celles de la RDG, mais en y rajoutant de la couleur. En avril 1991, la Géorgie devint indépendante et garda ces armoiries comme symbole. Toutefois, à la suite de la révolution des Roses du 23 novembre 2003, le nouveau président Mikheil Saakachvili décida de changer d'armoiries, les anciennes rappelant trop les durs temps de la jeune Géorgie. Le 1er octobre 2004, la Géorgie adopta officiellement un nouveau symbole.

## Armoiries actuelles

### Comment «blasonner» les armoiries de la Géorgie
Le « blasonnement » n'est rien d'autre que la lecture des armoiries. Les règles de cette lecture sont strictes, elle doivent permettre la rédaction de blasonnements corrects décrivant sans ambiguïté les armoiries concernées. L'origine de l'héraldique, la science du blason, remonte à l'époque des tournois du Moyen Âge, aussi le blasonnement fait appel à des termes anciens, dont certains sont devenus obscurs, mais qui ont l'avantage d'être précis et sans ambiguïté.
L'une des règles les plus importantes ici est celle qui impose de toujours décrire les armoiries en commençant par l'écu, d'autant que l'écu porte seul la marque identitaire de son possesseur, rendu anonyme par le port du heaume lors des tournois. Le reste, les « ornements extérieurs », comme leur nom l'indique, ne sont que des « ornements », même s'ils sont parfois ressentis de même importance. Ceci explique la légitimité de représentation « réduite » (voir plus bas).
L'écu lui-même se décrit toujours en annonçant la couleur du champ, puis les éléments figurant sur l'écu, suivis de leur couleur. Pour la Géorgie, on décrira l'écu en disant : « De gueules, à un saint Georges d'argent », indiquant que l'écu représente saint Georges, en blanc sur fond rouge. Point n'est besoin de dire « l'écu est de gueules », puisque tout héraldiste sait que c'est lui qu'on décrit en premier.
Beaucoup d'autres règles dérivent du fait que le blasonnement était la description des armes du chevalier, et décrivait donc des métaux (acier, or, argent), des émaux qui les coloraient, ou encore des fourrures qui les ornaient. Ainsi, des armoiries ne doivent jamais faire appel à un métal sur un autre métal, ou à un émail sur un autre émail, de manière à rester toujours facilement lisibles, conformément à la règle de contrariété des couleurs.
Parmi les termes d'héraldique utilisés, ceux qui sont indispensables pour lire les armoiries de Géorgie sont :
- l'argent[10] : décrivant le métal, c'est le nom héraldique du blanc ; l'or, lui, est le nom héraldique du jaune[Notes 17]. Sur l'écu de la Géorgie, saint Georges apparait comme un saint d'argent nimbé d'or, c'est-à-dire portant une auréole jaune ;
- le gueules[12] : ce mot désigne le rouge, et désignait peut-être à l'origine des fourrures. L'écu de Géorgie est « de gueules à un saint Georges d'argent », avec donc saint Georges se détachant en blanc sur un fond rouge ;
- l'azur[12] : utilisé pour la république autonome d'Adjarie, c'est idéalement un bleu vif et saturé, car il devait à l'origine rester lisible malgré l'usure des armes ;
- le sinople[12] : il correspond au vert, utilisé sur les armoiries des républiques autonomes d'Adjarie et d'Abkhazie. L'utilisation de ce mot provient probablement du risque de confusion qui existait entre le vert et le vair, qui est une fourrure ;
- le sable[12] : il correspond à la couleur noire. Ce terme viendrait du russe sobol[13], qui désigne la fourrure noire de la zibeline. La devise de la Géorgie est écrite en lettres de sable ;
- les meubles[14] : on les appelle ainsi, car leur place sur l'écu n'est pas figée, ils sont mobiles. S'il s'en trouve sur l'écu, il convient alors de les décrire de façon spécifique. Dans certaines des armoiries géorgiennes figurent ainsi des besants, des étoiles, un château... ;
- le support. Il est fréquent que l'écu soit encadré par des figures, nommées « support » quand il s'agit d'animaux[15] : lions, aigles, licornes... Lorsqu'il s'agit de végétaux, on parle de soutien. Dans les armoiries complètes de la Géorgie, l'écu a pour support deux lions d'or ;
- enfin, le listel[16] : un tel listel, d'argent doublé de gueules, est accroché au rinceau sur lequel sont posés les lions d'or. Ce listel est chargé de la devise de la Géorgie.

### Blasonnement complet et représentation réduite
|  | Adoptées en octobre 2004, les armoiries de la Georgie, telles qu'elles apparaissent en tête d'article, se blasonnent ainsi : De gueules à un saint Georges à cheval, terrassant de sa lance, un serpent, tous d'argent, le saint nimbé d'or. L'écu est timbré d'une couronne royale d'or et a pour support deux lions aussi d'or posés sur un rinceau du même, aux extrémités duquel s'accroche un listel d'argent, doublé de gueules, chargé de la devise nationale « ძალა ერთობაშია » (« La force est dans l'unité » ou « L'union fait la force ») en lettre de sable. - Le saint Georges du blason est Georges de Lydda, le saint patron de la Géorgie. - La couronne royale d'or est dite « Couronne d'Ibérie ». - La devise « Dzala Ertobachia », écrite en alphabet Mkhedruli, signifie « La Force est dans l'Unité ». La représentation ci-contre, réduite à l'écu et son timbre, est considérée également comme officielle. L'ordre rigoureux selon lequel s'effectue le blasonnement des armoiries fait qu'il est peu affecté par cette réduction, puisque la lecture commence toujours par l'écu. |

### Propositions et variantes
Avant d'adopter les armoiries actuelles, la Géorgie utilisait officiellement les anciennes. Le 16 avril 2004, le processus pour changer d'armoiries débuta. Les nouveaux membres du gouvernement géorgien issu de la révolution des Roses voulaient célébrer la fête de l'Indépendance du 26 mai 1918 avec de nouvelles armoiries. Dès lors, plusieurs héraldistes se mirent au travail. La commission d'État avait établi des règles concernant la représentation des futures armes et pas moins de onze propositions furent présentées.

Armoiries éphémères de la Géorgie.

Finalement, le jury choisit des armoiries pratiquement similaires à celles d'aujourd'hui (la couleur du listel faisant la différence), les autres propositions étant considérées comme trop païennes, car elles contenaient une image d'Amiran ou de la Toison d'or.
Elles ont été légèrement modifiées par la loi du 1er octobre 2004 dans laquelle le blason restait identique mais le listel d'argent devenait d'argent doublé de gueules, rappelant ainsi le drapeau aux cinq croix.

## Autres armoiries géorgiennes
| Armoiries | Date        | Utilisation                                   | Description |
| --------- | ----------- | --------------------------------------------- | --- |
|           | Depuis 2005 | Sceau de Tbilissi (capitale)                  | Les armoiries de la ville de Tbilissi sont représentées sur un sceau et contiennent l'inscription თბილისი (« T'bilisi »). La première lettre, le თ (t') est capitalisée pour former les images d'un faucon et d'un faisan, les deux oiseaux présents dans la légende de la fondation de Tbilissi. |
|           | Depuis 2008 | Blason de la république autonome d'Adjarie    | Les armoiries de la république autonome géorgienne se blasonnent ainsi : Coupé ondé de sinople à un château d'or et d'azur à trois besants aussi d'or, et brochant sur le tout, de gueules à un saint Georges à cheval terrassant de sa lance un dragon, le tout d'argent, le saint nimbé d'or. Le château est le palais de Batoumi, l'azur symbolise la mer Noire, les besants représentent très certainement la monnaie d'or de Byzance, car Batoumi est une ancienne citadelle byzantine. |
|           | Depuis 1991 | Blason de la république autonome d'Abkhazie   | Le blason de la république autonome d'Abkhazie est un parti d'argent et de sinople sur lequel broche Arach chevauchant un cheval mouvant des deux flancs, et tirant une flèche vers le ciel, accompagné de trois « étoiles » (posées 2 et 1), celle de la pointe plus grosse que celles en chef, le tout d'or, et à la filière du même brochant sur le tout. Les meubles de l'écu figuré ci-contre sont traités dans un style peu héraldique, les « étoiles » sont peu identifiables, il peut tout aussi bien s'agir de soleils ou de fleurs. |
|           | Depuis 1999 | Blason de la province autonome de Samatchablo | Ces armoiries sont décrites ainsi : Dans un écusson rond : de gueules, à un léopard des neiges d'or tacheté de sable, passant sur un sol aussi d'or devant sept monts d'argent, à une bordure d'argent entourée d'ornement de sable, chargée des inscriptions : « république d'Ossétie-du-Sud » en russe« РЕСПУБЛИКА ЮЖНАЯ ОСЕТИЯ » en chef, et en ossète « РЕСПУБЛИКӔ ХУССАР ИРЫСТОН » en pointe, le tout en lettres de sable. les deux inscriptions sont séparées entre elles à dextre et à senestre par deux emblèmes circulaires et de la bordure par un cercle fin. Ce « blason » est peu conforme aux règles de l'héraldique, il allie les fautes de couleurs (or sur argent) à l'excès de meubles non conventionnels qui le rendent pratiquement imblasonnable. Il s'agit donc ici plus d'un logo que d'un véritable blason. |
|           |             | Blason de la ville de Koutaïssi               | Le blason de la ville de Koutaïssi est un coupé de sinople à une toison d'or, et d'azur à un navire des Argonautes, aussi d'or. L'écu est sommé d'un château d'or, et a pour soutien des pampres de vignes. Un listel de sinople chargé du mot ქუთაისი (« K'utaisi ») en lettres d'or est accroché aux pampres sous l'écu. |